# Pierre Gabriel
Pierre Gabriel (também conhecido como Peter Gabriel; Bitche, 1 de agosto de 1933 – St. Gallen, 24 de novembro de 2015) foi um matemático francês.

## Obras
- (com Michel Demazure) Groupes Algèbriques. Band 1. Masson, Paris 1970 (die Folgebände erschienen nie). Edição em inglês: Introduction to algebraic geometry and algebraic groups, North Holland 1980
- (com Michel Zisman) Calculus of fractions and homotopy theory. Springer, Berlin 1967 (Ergebnisse der Mathematik und ihrer Grenzgebiete. Volume 35).
- (com Friedrich Ulmer) Lokal präsentierbare Kategorien. Springer, Berlim 1971 (Lecture notes in Mathematics. Volume 221).
- (com Walter Borho, Rudolf Rentschler) Primideale in Einhüllenden auflösbarer Liealgebren. Beschreibung durch Bahnenräume, Springer Verlag 1973 (como Peter Gabriel)
- (com A.V. Roiter) Representations of finite dimensional algebras, Springer Verlag 1997